# Convergence pour le renouveau et la citoyenneté
Pour les articles homonymes, voir CRC.
La Convergence pour le renouveau et la citoyenneté (CRC) est un parti politique sénégalais, dont le leader est Aliou Dia.

## Histoire
Aliou Dia, un enseignant doublé d'un chef religieux originaire de Mbeuleukhé a d'abord été député au sein de l'Union pour le renouveau démocratique, une première fois en 1998, puis en 2001. À la suite d'un différend avec son leader, Djibo Leyti Kâ, il quitte cette formation en cours de législature pour rejoindre les rangs des non-inscrits à l'Assemblée nationale.
Lors de l'élection présidentielle de 2007 il se porte d'abord candidat, puis retire sa candidature et choisit de soutenir Abdoulaye Wade.
Il crée la CRC pour défendre la cause qui lui tient à cœur, le monde rural.
Aliou Dia est tête de liste de son parti lors des élections législatives de 2007 et réussit à être élu.